# Minolta AF 85mm f/1.4

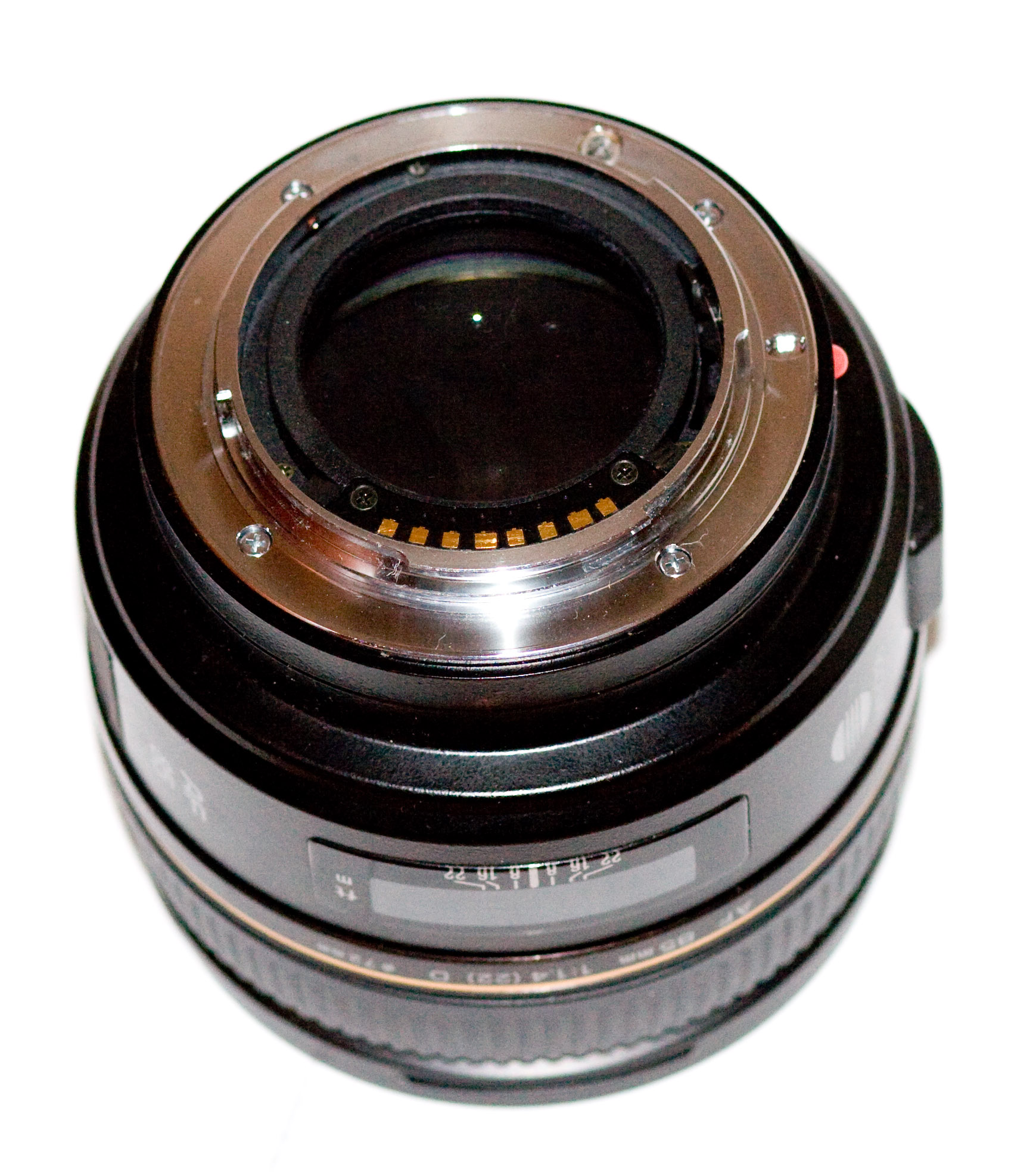
Объектив Minolta AF 85 F1.4 G D со стороны байонета

Minolta AF 85mm f/1.4 — телеобъектив для системы Minolta AF, также совместим с Sony α.

## Варианты
- Minolta AF 85 F1.4 — первый вариант выпущенный Минолтой в 1987 году.
- Minolta AF 85 F1.4 G — второй вариант, выпущен в 1993 году.
- Minolta AF 85 F1.4 G D — выпущена в 2000 году.
- Minolta AF 85 F1.4 G D LE — LE — Limited Edition выпущен в 2001 ограниченной серией

Все эти объективы имеют одинаковую оптическую схему и отличались в основном внешним исполнением.
После перехода фотоподразделения Минолты под контроль Sony, этот объектив не был перевыпущен в отличие от других объективов Минолта. Вместо него был выпущен Carl Zeiss Planar T* 85 F1.4